# 2008년 하계 올림픽 개막식

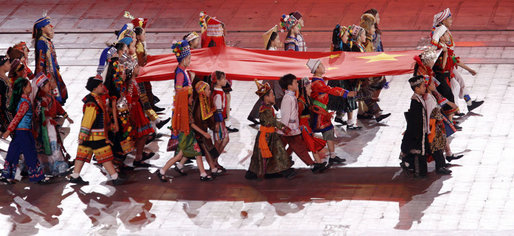
오성홍기의 입장

2008년 베이징 하계 올림픽 개막식은 2008년 8월 8일 오후 8시 베이징 올림픽 주경기장에서 열렸다. 숫자 8은 중국 문화에서 풍요와 확신을 나타내는 숫자이다. 

## 식전 행사

### 행사 목록
중화인민공화국의 옛날 역사, 현재, 미래 등을 나타내는 행사가 여러 가지 열렸다.

### 공연
중국의 피아니스트 랑랑, 영국의 소프라노 사라 브라이트만, 중국의 가수 류환이 공연을 했다. 이들이 개막식에서 부른 노래는 You and Me로, 2008년 하계 올림픽의 공식 주제가이다.

## 참가국 입장
그리스의 입장과 개최국 중화인민공화국의 마지막 입장을 제외하고, 각 국 대표팀들은 알파벳 순서로 입장하지 않고 중화인민공화국에서 사용하는 한자인 간체자의 획수 순으로 입장했다. 이에 따르면 올림픽마다 맨 먼저 입장하는 그리스 다음의 국가는 기니(중국어: 几内亚)로, 맨 첫 글자인 几가 2획으로 다른 국가들보다 간체자 획수 순에서 앞선다. 맨 마지막에 입장하는 개최국 중국의 앞에는 잠비아(중국어: 赞比亚)로, 赞의 획수는 16획이다. 획수는 중국에서 명칭들을 정렬하는 순서를 정하는 데 사용되고 있다.

## 개막식에 참가한 VIP
- 가나 - 존 쿠푸어
- 가봉 - 오마르 봉고
- 괌 - 펠릭스 카마초

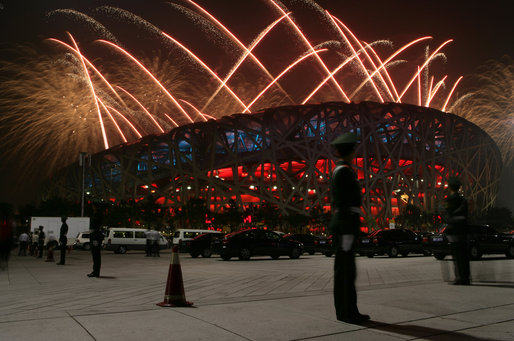
2008년 하계 올림픽 개막식

- 그리스 - 도라 바코야니, 미칼리스 리아피스
- 기니 - 아흐메드 티디아네 소우아레
- 네덜란드 - 오라녜 공 빌럼알렉산더르, 오라녜 공비 막시마, 얀 피터 발켄엔데
- 노르웨이 - 하랄 5세, 소냐 왕비
- 뉴질랜드 - 아난드 사티아난드
- 대한민국 - 이명박
- 덴마크 - 프레데리크 왕세자, 메리 왕세자빈
- 동티모르 - 주제 라무즈 오르타
- 라오스 - 추말리 사야손
- 라트비아 - 발디스 자틀레르스
- 러시아 - 블라디미르 푸틴
- 루마니아 - 트라이안 바세스쿠
- 룩셈부르크 - 앙리 대공, 마리아 테레사 대공비
- 마다가스카르 - 마르크 라발로마나나
- 말레이시아 - 미잔 자이날 아비딘, 누르 자히라
- 말리 - 아마두 토마니 투르
- 모나코 - 알베르 2세, 샤를린 위트스톡
- 모리셔스 - 아네루드 주그노스
- 모잠비크 - 아르만두 게부자
- 몬테네그로 - 필립 부야노비치
- 몽골 - 남바린 엥흐바야르
- 미국 - 조지 W. 부시, 로라 부시, 조지 H. W. 부시, 헨리 키신저
- 미얀마 - 테인 세인
- 미크로네시아 연방 - 매니 모리
- 바누아투 - 칼코트 마타스켈레켈레, 햄 리니
- 방글라데시 - 모엔 U. 아메드
- 베트남 - 농득마잉
- 벨기에 - 브라반트 공작 필리프
- 벨라루스 - 알략산드르 루카셴카
- 보스니아 헤르체고비나 - 하리스 실라이지치
- 부룬디 - 피에르 은쿠룬지자
- 불가리아 - 게오르기 퍼르바노프
- 브라질 - 루이스 이나시우 룰라 다 시우바
- 브루나이 - 하사날 볼키아
- 사모아 - 투이아투아 투푸아 타마세세 에피
- 산마리노 - 로사 차페라니, 페데리코 페디니 아마티
- 세르비아 - 보리스 타디치, 부크 예레믹
- 세이셸 - 제임스 미셸
- 스리랑카 - 마힌다 라자팍사
- 스웨덴 - 프레드리크 레인펠트
- 스위스 - 파스칼 쿠슈팽
- 스페인 - 펠리페 알폰소, 레티시아 오르티스, 미겔 앙겔 모라티노스
- 슬로바키아 - 이반 가슈파로비치
- 슬로베니아 - 밀란 즈베르
- 싱가포르 - 리콴유
- 아르메니아 - 세르지 사르키샨
- 아이슬란드 - 올라퓌르 라그나르 그림손
- 아일랜드 - 마틴 쿨렌
- 아제르바이잔 - 일함 알리예프
- 아프가니스탄 - 하미드 카르자이
- 안도라 - 알베르트 핀타트
- 알바니아 - 살리 베리샤
- 알제리 - 압델아지즈 부테플리카
- 앙골라 - 조세 에두아르두 두스 산투스
- 영국 - 프린세스 로열 앤
- 오스트레일리아 - 케빈 러드
- 우즈베키스탄 - 이슬람 카리모프
- 이스라엘 - 시몬 페레스
- 이탈리아 - 프란코 프라티니
- 인도 - 소냐 간디, 라훌 간디
- 일본 - 후쿠다 야스오
- 조선민주주의인민공화국 - 김영남
- 중화인민공화국 - 후진타오, 장쩌민, 중국공산당 중앙정치국 상무위원회 전원
- 지부티 - 딜레이타 모하메드 딜레이타
- 차드 - 유세프 사레흐 압바스
- 중화 타이베이 - 우보슝, 롄잔
- 카자흐스탄 - 누르술탄 나자르바예프
- 카타르 - 셰이크 타밈
- 캄보디아 - 노로돔 시하모니
- 캐나다 - 데이비드 에머슨, 고든 캠벨
- 콩고 민주 공화국 - 조제프 카빌라
- 쿡 제도 - 프리데릭 구드윈
- 크로아티아 - 스체판 메시치
- 키르기스스탄 - 쿠르만베크 바키예프
- 키프로스 - 디미트리스 흐리스토피아스
- 태국 - 씨린턴, 삼락 순다라벳
- 타지키스탄 - 에모말리 라흐모노프
- 통가 - 라바카 아타 울루칼랄라
- 투르크메니스탄 - 구르반굴리 베르디무하메도프
- 파키스탄 - 유수프 라자 길라니
- 프랑스 - 니콜라 사르코지, 루이 사르코지, 베르나르 아코예
- 피지 - 프랭크 바이니마라마
- 핀란드 - 마티 반하넨
- 필리핀 - 글로리아 마카파갈 아로요
- 헝가리 - 팔 슈미트
- 홍콩 - 쩡인취안, 존 창

## 개막식 전에 있었던 논란

### 각국 정상들의 개막식 보이콧
베이징 올림픽에 반대하는 사람들이 제기한 개막식 보이콧에 대하여 몇 국가의 지도자들에 의하여 논의 되었다. 대표적으로 프랑스 대통령 니콜라 사르코지는 중국 정부의 티베트 소요 사태에 대한 강경 진압에 항의하는 의미로 개막식에 참석하지 않겠다고 했으나, 불매 운동과 외교 갈등을 이유로 입장을 바꿔 개막식에 참석하였다.  그러나 에스토니아와 폴란드, 체코 그리고 오스트리아의 지도자들은 개막식에 대한 보이콧을 고수했다. 

### SBS의 개막식 사전 유출
2008년 7월 30일 SBS에서 조직위원회의 규정을 위반하고 개막식의 리허설 일부분을 몰래 촬영하여 유출해 논란을 빚었다. 그 비디오는 2008년 7월 30일 유튜브에 올려졌다가 삭제되었으나,  대 여섯개의 다른 동영상들이 많은 사용자들에 의하여 유튜브에 다시 올려졌다.  올림픽 조직위원회의 대변인은 허가되지 않은 영상에 대한 조사가 시작되었다고 말하였다.

## 개막식 행사 자체에 대한 논란

### 개막식 노래 립싱크
개막식에서 '조국을 향한 노래(歌唱祖國)'를 부른 9살 소녀 린먀오커는 다른 소녀가 부른 노래를 립싱크했다. 베이징 올림픽 음악 총 감독인 천지강은 이러한 사실을 중국 언론을 통해 "개막식에서 ‘조국을 향한 노래(歌唱祖國)’를 부른 소녀는 린먀오커가 아니라 7세 소녀 양페이이였다. 물론 가짜 노래는 좋지 않지만 이는 대외적 이미지를 고려한 끝에 결정한 것이며, 양페이이가 개막식에 모습을 드러내지 못한 것은 좀 더 나은 이미지를 연출하고 싶었기 때문이다."라고 말했다.

### 가짜 불꽃 쇼
개막식 때 전광판과 TV를 통해 생중계된 폭죽 쇼 중 일부는 컴퓨터 그래픽을 통해 만들어진 가짜 영상이었다. 컴퓨터 그래픽으로 폭죽 쇼를 처리한 이유는 중국의 탁한 공기와 헬기 운용이 힘든 어두운 하늘 때문이라는 분석이 있다. 비주얼을 담당했던 가오시아롱은 55초간 이어진 불꽃 폭죽 쇼 장면을 실제처럼 보이기 위해 만드는 데만 1년 정도 걸렸다고 말했다.

### 블루스크린 사고
리닝의 성화 점화 도중 올림픽 스타디움 천장에 윈도우 오류 화면이 떠 빈축을 샀다. 주경기장 천장의 블루스크린은 개막식을 관람하던 중국인이 처음 촬영해 이를 블로그 사이트에 올리면서 전 세계에 급속도로 퍼져나갔다.

## 같이 보기
- 2022년 동계 올림픽 개막식
- 2022년 동계 올림픽 폐막식
- 중국의 4대 발명